# Je Ne Sais Pas Pourquoi
"Je Ne Sais Pas Pourquoi" (på engelsk: I Don't Know Why; "I Still Love You (Je Ne Sais Pas Pourquoi)" i Australien og New Zealand), er en sang af den australske sangerinde Kylie Minogue fra hendes debutalbum Kylie (1988). Sangen blev skrevet og produceret af Stock, Aitken og Waterman.

## Udgivelse
"Je Ne Sais Pas Pourquoi" ble udgivet som albummets tredje single. Sangen fik god succes på hitlisterne, og nåede i Top 10 i lande, herunder Finland, Irland, New Zealand og Storbritannien, mens nå Top 20 i lande som Australien, Frankrig, Tyskland og Norge.
"I Still Love You (Je Ne Sais Pas Pourquoi)" nåede nummer 38 i New Zealand og nummer ni den næste uge. Sangen havde en svagere succes i Minogues hjemland. Den nåede nummer tretten på ARIA Charts og nåede senere nummer elleve.
I Frankrig nåede sangen nummer 33 og senere nummer femten, hvor den blev der for femten uger. Sangen debuterede som nummer elleve på UK Singles Chart, og derefter nåede nummer to for tre på hinanden følgende uger. Sangen opholdt sig på hitliste i fjorten uger og solgte 315.000 eksemplarer der.

## Formater og sporliste
CD single
1. "Je Ne Sais Pas Pourquoi" (Moi Non Plus Mix) – 5:55
2. "Made in Heaven" (Maid in England Mix) – 6:20
3. "The Loco-Motion" (Sankie Mix – Long Version) – 6:55

7" single
1. "Je Ne Sais Pas Pourquoi" – 4:01
2. "Made in Heaven" – 3:24

12" single
1. "Je Ne Sais Pas Pourquoi" (Moi Non Plus Mix) – 5:55
2. "Made in Heaven" (Maid in England Mix) – 6:20

Britisk 12" remix
1. "Je Ne Sais Pas Pourquoi" (The Revolutionary Mix) – 7:16
2. "Made in Heaven" (Maid in England Mix) – 6:20

Amerikansk 12" single
1. "Je Ne Sais Pas Pourquoi" (Moi Non Plus Mix) – 5:55
2. "Je Ne Sais Pas Pourquoi" (The Revolutionary Mix) – 7:16
3. "Made in Heaven" (Maid in England Mix) – 6:20

## Hitlister
| Hitliste                          | Placering |
| --------------------------------- | --------- |
| Australien (ARIA Charts)          | 11        |
| Finland (Suomen virallinen lista) | 1         |
| Frankrig (SNEP)                   | 15        |
| Tyskland (Media Control Charts)   | 14        |
| Irland (Irish Singles Chart)      | 2         |
| New Zealand (RIANZ)               | 9         |
| Norge (VG-lista)                  | 10        |
| Schweiz (Schweizer Hitparade)     | 24        |
| Storbritannien (UK Singles Chart) | 2         |